# ارمان پانزو
ارمان پانزو (فرانسوی: Hermann Panzo‎؛ ۸ فوریه ۱۹۵۸ – ۳۰ ژوئیه ۱۹۹۹) دونده سرعت اهل فرانسه بود.
وی در مسابقات کشوری و بین‌المللی در مجموع برندهٔ ۳ مدال طلا، ۳ مدال برنز شده‌است.